# اورنگ‌زیب بلوچ
اورنگ‌زیب بلوچ (انگلیسی: Aurangzeb Baloch؛ زادهٔ ۲۳ فوریهٔ ۱۹۹۱) بازیکن فوتبال اهل پاکستان است.
وی همچنین در تیم ملی فوتبال زیر ۲۳ سال پاکستان بازی کرده است.